# 越後曾根站
越後曾根站（日语：／ Echigo-Sone eki */?）是位於新潟縣新潟市西蒲區川崎，東日本旅客鐵道（JR東日本）的越後線車站。

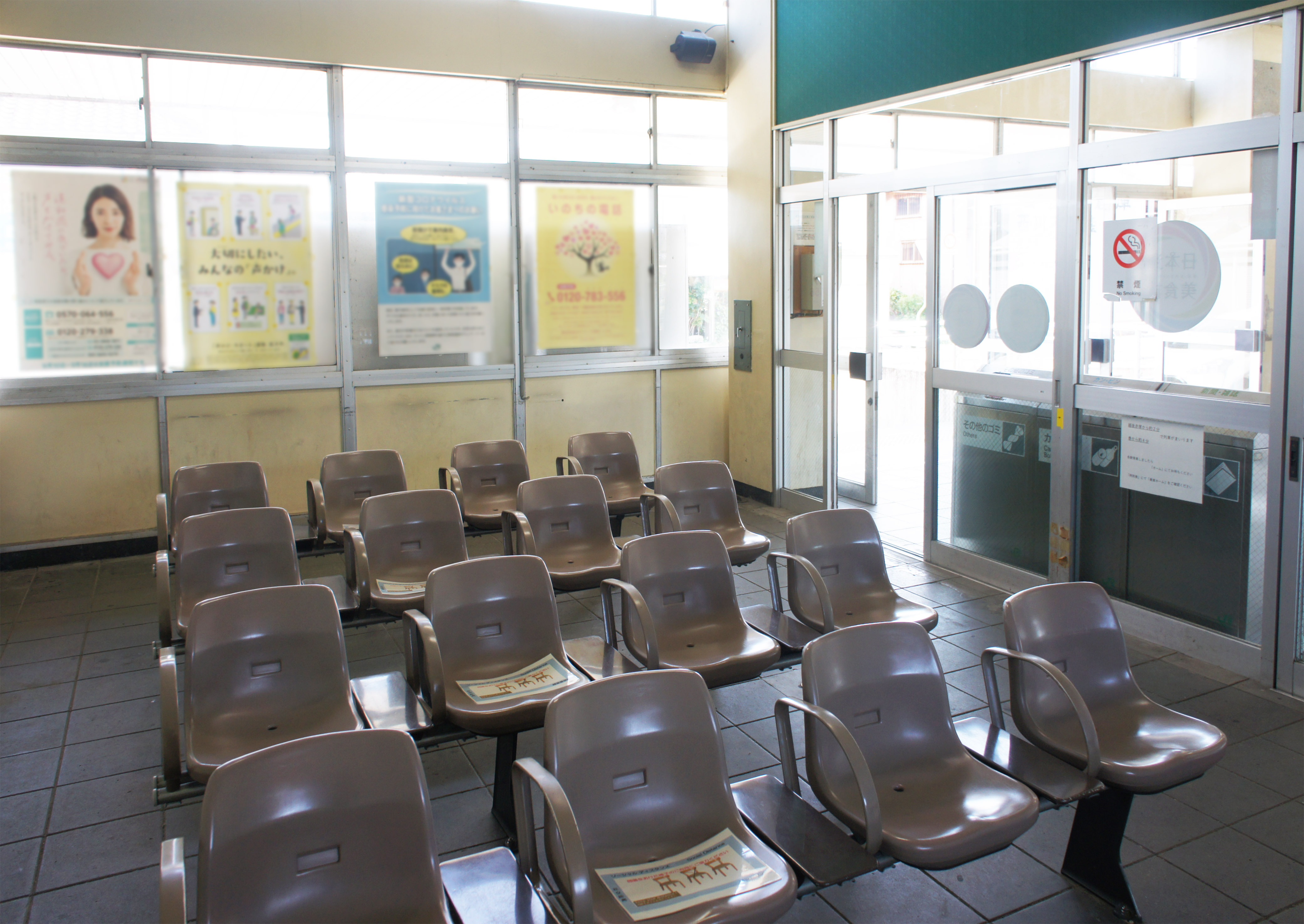
車站內部（2021年9月）

## 歷史
- 1912年（大正元年）8月25日：越後鐵道 白山〜吉田之間開業，此站啟用。當時車站名稱為曾根站（日语：／）[1]。
- 1913年（大正2年）4月20日：越後鐵道・出雲崎〜地藏堂之間開業，全通開通，此站改名為越後曾根站[2]。
- 1927年（昭和2年）10月1日：越後鉄道被國有化，柏崎至白山之間全線隸屬國鐵越後線（後來白山至新潟也編入至越後線）。
- 1967年（昭和42年）2月1日：現時的車站大樓竣工[1]。
- 1974年（昭和49年）4月1日：結束貨物起卸業務。
- 1981年（昭和56年）：現時的跨線橋竣工。站內平交道停用。
- 1987年（昭和62年）4月1日：伴隨國鐵分割民營化，車站由東日本旅客鐵道（JR東日本）營運。
- 1988年（昭和63年）3月13日：開設1往返班次（早上7時時段），來往新潟至此站之間（假日不設服務。在1991年3月16日起延長至卷站，隨後成為提升至每日行走）。
- 1997年（平成9年）1月24日：開設綠色窗口。
- 2002年（平成14年）9月：商店（Kiosk）結業。
- 2006年（平成18年）1月21日：此站可使用IC卡「Suica」（新潟都市圈範圍）。
- 2007年（平成19年）3月18日：開設1往返班次（晚上9時時段），來往新潟至此站之間（星期六及假日縮短至內野站。在2010年3月起星期六的班次延長至此站，同年12月延長至吉田站並提升至每日行走）。
- 2010年（平成22年）12月4日：開設1往返班次（早上6時時段），來往新潟至此站之間（該列車本來來往越後赤塚站，在當天起延長至此站。但是首日行駛時由於強風的關係暫停服務）。
- 2015年（平成27年）1月19日：新型簡易Suica閘機投入運作（出閘專用閘機位置由月台遷移至車站大樓內。在1月19日臨時設置在車站大樓中央附近位置，在舊閘機撤走後，於1月26日遷移至閘口附近）。

## 車站構造

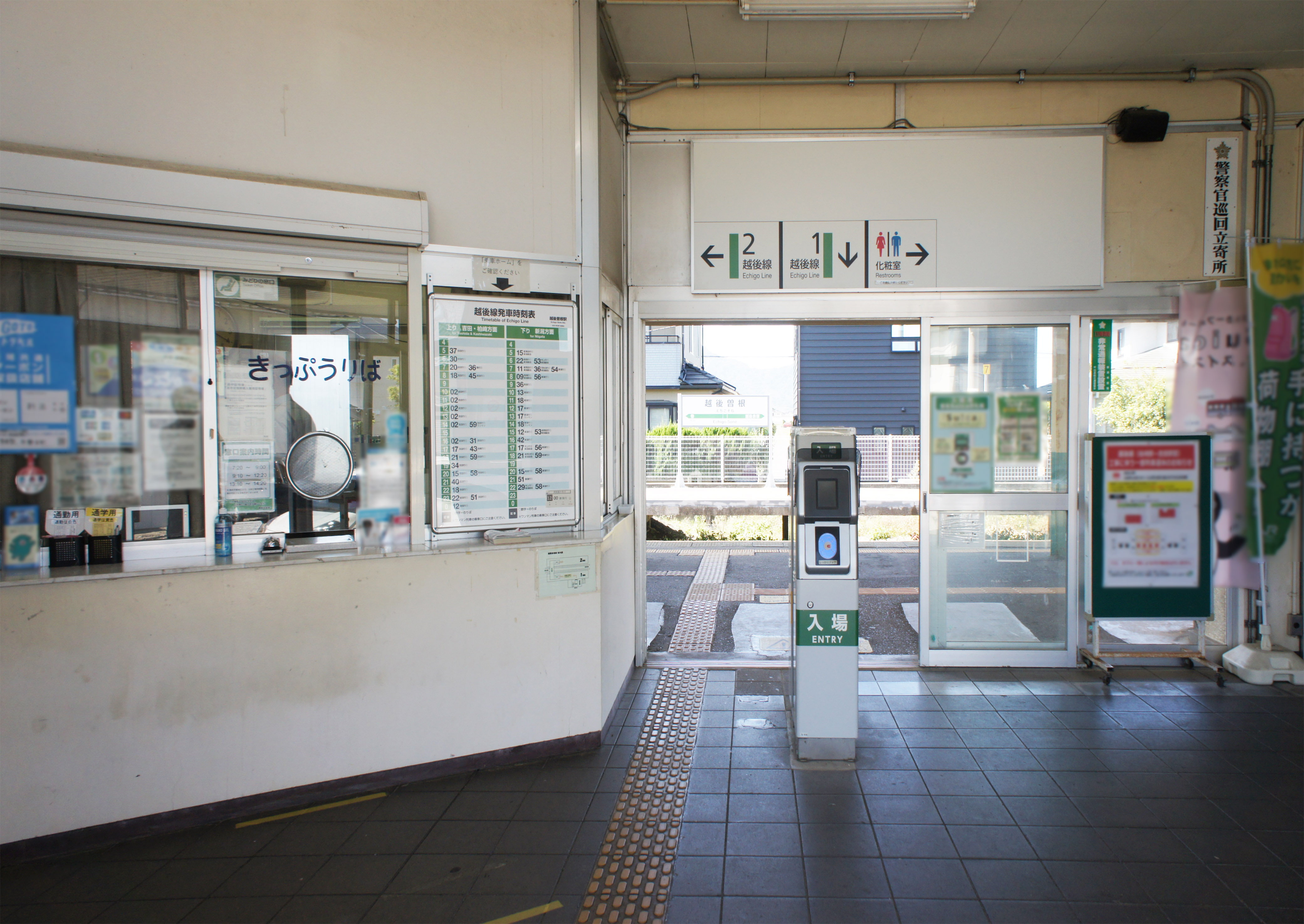
驗票口（2021年9月）

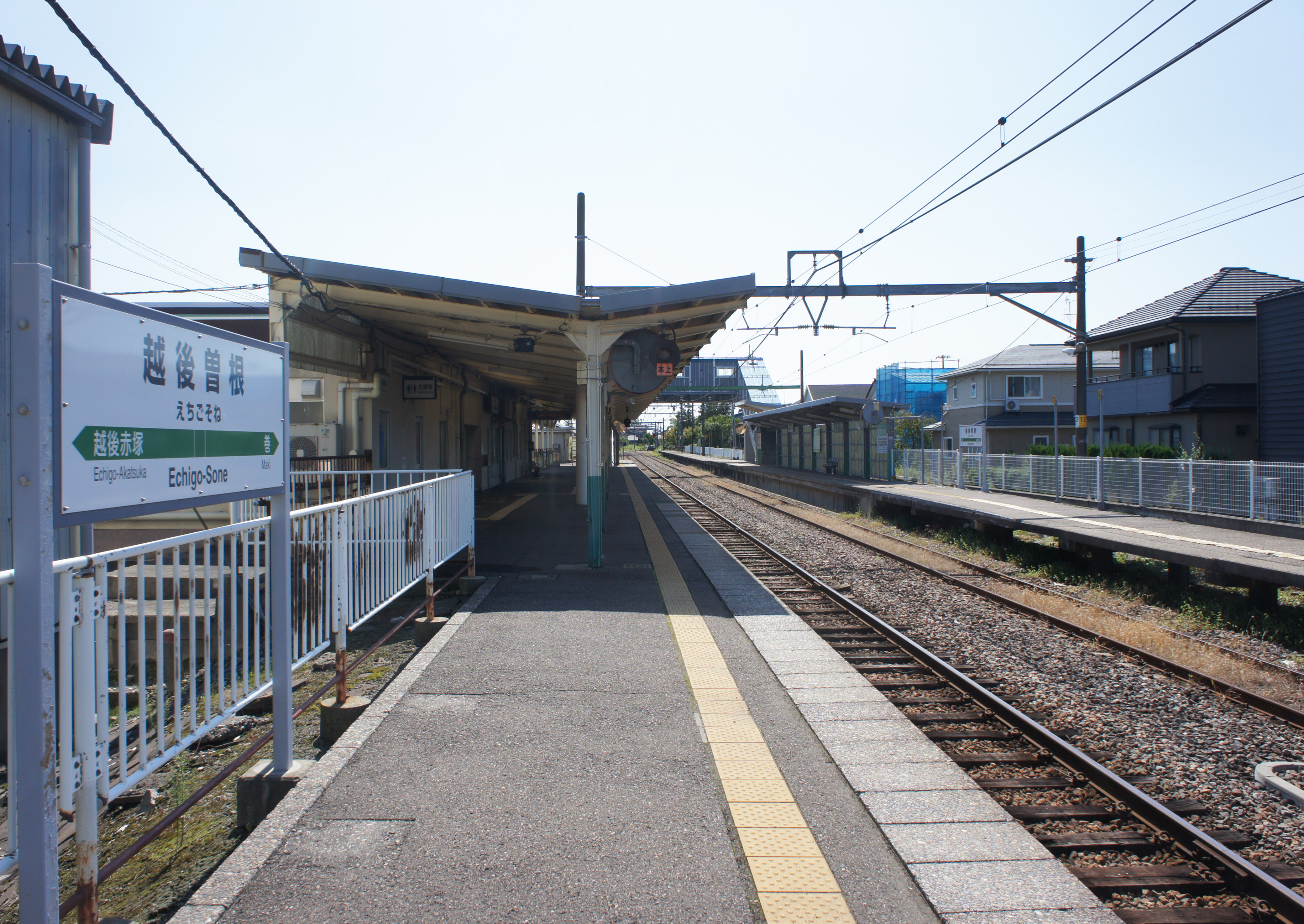
月台（2021年9月）

本站是地面車站，設有2面2線的相對式月台。各月台之間設有跨線橋連接。此站是由新潟站管理的業務委託車站，委托了JR新潟Business負責車站業務。車站大樓位於1號月台東邊。在大樓內設有綠色窗口（營業時間:7:00 - 17:00）、簡易Suica閘機（入閘、出閘各1台）、1座輕觸式自動售票機、候車室、自動販賣機、廁所（閘內）和公共電話。車站大樓處設有斜道入口。
位於1號月台上的廁所已加設無障礙設施（但是前往2號月台的跨線橋只有樓梯級）。在早上和晚間沒有車站職員當值，在有人當值時，會按列車準備進站時進行檢票業務，但是在其他時候原則上不可進入月台。
車站西邊沒有出入口。如需要進入車站，需要繞過車站和橫越周邊的平交道。根據新潟市和前西川町的合併建設計劃，此站正計劃建設連接車站東西的行人隧道（全長66m）。此站曾設有Kiosk，該商店在2002年9月結業。車站內的自動售票機旁曾經設有行李托運櫃臺遺址。

### 月台
| 月台 | 路線    | 上下行 | 方向           |
| ---- | ------- | ------ | -------------- |
| 1、2 | ■越後線 | 下行   | 新潟方面       |
| 1、2 | ■越後線 | 上行   | 吉田、柏崎方面 |

- 1號月台為主本線，同時為一線通過的結構。若不需要進行列車交會，兩方向的列車會使用靠近車站大樓（東邊）的1號月台。否則，新潟方向的列車原則上使用2號月台，早上往卷的列車會使用2號月台。另外，當發生時間表發生混亂時，往吉田方向的臨時列車會使用2號月台。在早上6時時段，此站設有1往返班次來往新潟至此站之間。

## 使用狀況
根據「JR東日本」的資料，在2019年度（令和元年度）1日平均乘車人次為824人。此站的使用人次有減少的傾向。在2007年和2011年列車增加班次後曾經一度略增加使用人次。
以下為近年乘車人次變化列表：
| 乘車人次變化       | 乘車人次變化     | 乘車人次變化    |
| 年度               | 1日平均 乘車人次 | 參考資料        |
| ------------------ | ---------------- | --------------- |
| 2000年（平成12年） | 1,486            | [ 利用客数 2 ]  |
| 2001年（平成13年） | 1,455            | [ 利用客数 3 ]  |
| 2002年（平成14年） | 1,389            | [ 利用客数 4 ]  |
| 2003年（平成15年） | 1,391            | [ 利用客数 5 ]  |
| 2004年（平成16年） | 1,351            | [ 利用客数 6 ]  |
| 2005年（平成17年） | 1,328            | [ 利用客数 7 ]  |
| 2006年（平成18年） | 1,293            | [ 利用客数 8 ]  |
| 2007年（平成19年） | 1,306            | [ 利用客数 9 ]  |
| 2008年（平成20年） | 1,296            | [ 利用客数 10 ] |
| 2009年（平成21年） | 1,214            | [ 利用客数 11 ] |
| 2010年（平成22年） | 1,207            | [ 利用客数 12 ] |
| 2011年（平成23年） | 1,242            | [ 利用客数 13 ] |
| 2012年（平成24年） | 1,250            | [ 利用客数 14 ] |
| 2013年（平成25年） | 1,230            | [ 利用客数 15 ] |
| 2014年（平成26年） | 1,058            | [ 利用客数 16 ] |
| 2015年（平成27年） | 1,007            | [ 利用客数 17 ] |
| 2016年（平成28年） | 948              | [ 利用客数 18 ] |
| 2017年（平成29年） | 910              | [ 利用客数 19 ] |
| 2018年（平成30年） | 871              | [ 利用客数 20 ] |
| 2019年（令和元年） | 824              | [ 利用客数 1 ]  |

## 車站周邊

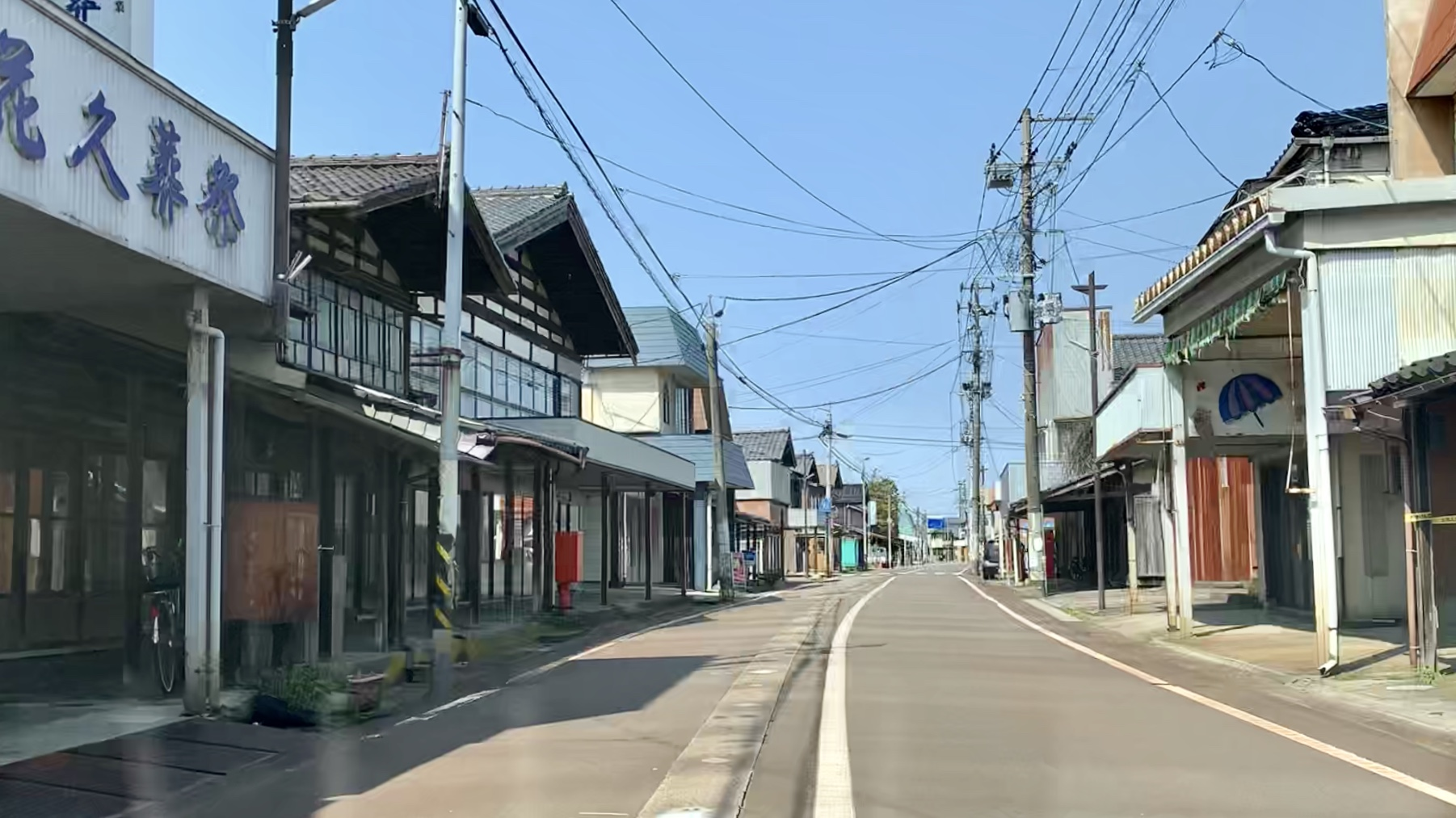
曾根地區內（2020年3月）

車站周邊是位於新潟市西蒲區西川出張所管內的中心，該處為住宅區。在站前設有的士等候乘客。
- 西川郵局
- 曾根的士營業所
- 西蒲警署（日语：西蒲警察署）西川派出所
- 西川親睦公園
- 西蒲區公所西川出張所（前西川町（日语：西川町 (新潟県)）公所）
- 新潟市立西川圖書館（日语：新潟市立西川図書館）
- 西蒲中央醫院
- 越後善光寺
- 新潟市立西川中學（日语：新潟市立西川中学校）
- 新潟市立曾根小學（曾根代官所跡)

## 巴士路線

巴士路線圖。此站設有黃綠色路線。時間表可參見太陽交通：巴士路線 白根-曾根站線 。

此站設有由的士公司安排大型的士行走巴士路線前往南區（前白根市）方向。
- 曾根站前巴士站
  - 經橫戶、白根橫町 前往白根櫻町（不可使用Ryuto（日语：りゅーと））

※曾經此站設有巴士路線前往角田（妙光寺）、卷站、大野（前黑埼町）（當初為經大野前往萬代城巴士中心）、內野方向。

## 相鄰車站
東日本旅客鐵道（JR東日本）
■越後線
卷－越後曾根－越後赤塚

## 注腳

### 使用狀況
1. 1 2  . 東日本旅客鉄道.   [2020-07-18]. （原始内容存档于2020-07-10） （日语）.
2. ↑  . 東日本旅客鉄道.   [2019-04-08]. （原始内容存档于2019-03-27） （日语）.
3. ↑  . 東日本旅客鉄道.   [2019-04-08]. （原始内容存档于2019-03-27） （日语）.
4. ↑  . 東日本旅客鉄道.   [2019-04-08]. （原始内容存档于2019-03-27） （日语）.
5. ↑  . 東日本旅客鉄道.   [2019-04-08]. （原始内容存档于2019-03-27） （日语）.
6. ↑  . 東日本旅客鉄道.   [2019-04-08]. （原始内容存档于2019-03-27） （日语）.
7. ↑  . 東日本旅客鉄道.   [2019-04-08]. （原始内容存档于2019-03-27） （日语）.
8. ↑  . 東日本旅客鉄道.   [2019-04-08]. （原始内容存档于2019-03-27） （日语）.
9. ↑  . 東日本旅客鉄道.   [2019-04-08]. （原始内容存档于2019-04-02） （日语）.
10. ↑  . 東日本旅客鉄道.   [2019-04-08]. （原始内容存档于2019-03-27） （日语）.
11. ↑  . 東日本旅客鉄道.   [2019-04-08]. （原始内容存档于2019-03-27） （日语）.
12. ↑  . 東日本旅客鉄道.   [2019-04-08]. （原始内容存档于2019-03-27） （日语）.
13. ↑  . 東日本旅客鉄道.   [2019-04-08]. （原始内容存档于2019-03-27） （日语）.
14. ↑  . 東日本旅客鉄道.   [2019-04-08]. （原始内容存档于2018-10-26） （日语）.
15. ↑  . 東日本旅客鉄道.   [2019-04-08]. （原始内容存档于2016-04-04） （日语）.
16. ↑  . 東日本旅客鉄道.   [2019-04-08]. （原始内容存档于2019-03-27） （日语）.
17. ↑  . 東日本旅客鉄道.   [2019-04-08]. （原始内容存档于2019-03-23） （日语）.
18. ↑  . 東日本旅客鉄道.   [2019-04-08]. （原始内容存档于2019-03-27） （日语）.
19. ↑  . 東日本旅客鉄道.   [2019-04-08]. （原始内容存档于2019-03-25） （日语）.
20. ↑  . 東日本旅客鉄道.   [2019-07-23]. （原始内容存档于2019-07-05） （日语）.

## 外部連結
- 車站資訊（越後曾根）：東日本旅客鐵道（日語）